# Svetlana Aleksijevitj
Svetlana Aleksandrovna Aleksijevitj (russisk: Светла́на Алекса́ндровна Алексие́вич; tr. Svetlána Aleksándrovna Aleksijévitj; hviderussisk: Святлана Аляксандраўна Алексіевіч , tr. Svjatlana Aljaksandrawna Aleksijevitj; født 31. maj 1948 i Stanislav (i dag Ivano-Frankivsk) i sovjetrepublikken Ukraine) er en hviderussisk, russisksproget forfatter. Aleksijevitj har skrevet en række dokumentarromaner om "sovjetmennesket". Blandt de bedst kendte bøger er Bøn for Tjernobyl, Krigen har ikke et kvindeligt ansigt og Secondhand tid. Som en af den nutidige russiske litteraturs fornemmeste repræsentanter blev hun i 2015 tildelt Nobelprisen i litteratur "for hendes mangestemmige værk, et monument over lidelse og mod i vor tid".

## Biografi og forfatterskab
Svetlana Aleksijevitj blev født i Ukrainske SSR tre år efter 2. verdenskrigs afslutning. Hendes hviderussiske far og ukrainske mor var efter krigen lærere i en landsby i Hviderussiske SSR, hvor Svetlana voksede op. I slutningen af 1960'erne blev hun optaget på journalistlinjen ved universitet i Minsk. Efter studiet arbejdede hun som journalist, lærer og avisredaktør, usikker på hvilken erhvervskarriere hun skulle vælge.
Svetlana Aleksijevitj valgte at blive forfatter efter at have bidraget til den hviderussiske forfatter Ales Adamovitjs arbejde. Gennem Adamovitj fandt Aleksijevitj en arbejdsmetode og en fremgangsmåde, som passede med hendes ambitioner om at give "almindelige" mennesker en stemme i litteraturen. Ales Adamovitj kaldte de kollektivromaner, han var medforfatter til, for "roman-oratorier", "vidnesbyrdromaner" og "episke kor". Ud fra disse idéer har Aleksijevitj før hver af sine bøger og hvert emne talt med hundredvis af personer og samlet stemmer og vidnesbyrd om mennesket i Sovjetunionen.
Aleksijevitj kalder sin serie dokumentarromaner for "Utopiens stemmer – Historien om det røde menneske". Den første bog i serien er Krigen har ikke et kvindeligt ansigt, hvor kvinder fortæller om deres tid i den Den Røde Hær under den Store Fædrelandskrig (anden verdenskrig). Bogen var færdig i 1983, men blev anklaget for at vanhellige den heroiske sovjetiske kvinde og blev ikke udgivet før Gorbatjov indførte glasnost i 1985. Samme år blev Последние свидетели (De sidste vidner) om børns oplevelser af krigen udgivet. Derefter skrev Aleksijevitj Цинковые мальчики (Zinkdrengene, 1991), i hvilken soldater og soldatermødre vidner om Sovjetunionens krig i Afghanistan. Bogen kritiseredes skarpt af militære og kommunister. På dette tidspunkt gik Sovjetunionen mod sin opløsning og Hviderusland blev en uafhængig stat i 1991. En retssag mod Aleksijevitj og hendes bog Zinkdrengene blev indledt i 1992 i Minsk, men takket være demokratiske kræfter i landet blev tiltalen frafaldet. I 1993 udkom Зачарованные смертью (Forført af døden), hvor Aleksijevitj taler med personer, som i deres fortvivlelse over at de sovjetiske idealer forvitrede, prøver at begå selvmord. I den omtalte bog Чернобыльская молитва (Bøn for Tjernobyl, 1996) har hun samlet udtalelser om tiden efter Tjernobylulykken.
I slutningen af 1990'erne blev Aleksijevitj udsat for chikane og pres af Lukasjenkoregimet, og i år 2000 forlod hun landet. Gennem organisationen The International Cities of Refuge Network fandt hun et fristed i nogle vesteuropæiske byer. Aleksijevitj boede først i Paris, fra 2006, derpå fra 2008 i Gøteborg og derefter i Berlin. Hun flyttede tilbage til Minsk i 2011.
Den sidste bog i serien, "Utopiens stemmer", Время секонд хэнд (Secondhand-tid: det røde menneskes endeligt), om livet efter Sovjetunionens opløsning, blev udgivet i 2013. Aleksijevitj arbejder for nuværende  (2013) på en dokumentarroman, hvis engelske titel er The Wonderful Deer of the Eternal Hunt. Bogen handler om menneskers kærlighed til hinanden.
Svetlana Aleksijevitj blev i 1996 tildelt Tucholskypriset af Svenska PEN. Hun er tillige blevet tildelt priser i Tyskland, Rusland, Italien, Frankrig, USA og Polen. Hun modtog i 2011 Ryszard Kapuściński-prisen for litterær reportage og blev i 2015 tildelt Nobelprisen i litteratur. Aleksijevitj modtog i 2021 Danmarks største kulturpris, Sonningprisen, med den begrundelse, at hun "har beriget vores fælles europæiske fortælling med oversete og ukendte aspekter".